# Hartmut Remmers
Hartmut Remmers (* 1952 in Minden) ist ein deutscher Pflegewissenschaftler.

## Biographie
Nach dem Abitur absolvierte Hartmut Remmers 1972 und 1973 zunächst eine Ausbildung zum Krankenpflegehelfer. Er arbeitete bis zum Jahr 1976 in dieser Funktion. Von 1973 bis 1981 studierte er im Hauptfach Soziologie sowie in den Nebenfächern Philosophie, Geschichte, Germanistik und Psychologie an der Georg-August-Universität Göttingen sowie der Leibniz Universität Hannover. Bis 1990 war er als Dozent für Pflege in unterschiedlichen Institutionen sowie in freier Mitarbeit als Wissenschaftsjournalist tätig. Im Jahr 1991 erfolgte die Promotion an der Leibniz Universität Hannover zum Dr. phil. mit einer Arbeit über den Soziologen, Historiker und Philosophen Hans Freyer. Von 1991 bis 1993 war Remmers Lehrbeauftragter für Soziologie, Politikwissenschaft und Erziehungswissenschaft der Universität Hannover. Bis zum Jahre 1999 war er wissenschaftlicher Assistent im Studiengang „Lehramt Pflegewissenschaft“ der Universität Bremen bei Helga Krüger. In seinem Habilitationsprojekt beschäftigte sich Remmers mit Begründungs- und Anwendungsebenen ethischer Normen in Praxisfeldern der Pflege. Es folgte die Habilitation mit Erteilung der Lehrberechtigung für das Fach Pflegewissenschaft. Im Jahr 2002 erfolgte ein Ruf an die Universität Osnabrück.
Von 2008 bis 2013 war Remmers Leiter des pflegewissenschaftlichen Teilprojektes GAL „Gestaltung altersgerechter Lebenswelten“ sowie Leiter des Teilprojektes „Ambient Assisted Living.“ Remmers war Lehrbeauftragter der Universität Heidelberg und war in den Jahren 2010 bis 2013 Fellow am Graduiertenkolleg Demenz des Netzwerks Alternsforschung der Universität Heidelberg unter Leitung von Andreas Kruse und Konrad Beyreuther. Remmers war Mitarbeiter im Projekt „Die Pflege der Dinge – die Bedeutung von Objekten in Geschichte und gegenwärtiger Praxis der Pflege“ (Laufzeit 2014 bis 2017), einem Kooperationsprojekt der Universitäten in Heidelberg (Andreas Kruse), Hildesheim (Wolfgang Schröer), Osnabrück sowie der Charité Universitätsmedizin in Berlin (Thomas Schnalke).
Im Jahr 2019 wurde Hartmut Remmers Seniorprofessor am Institut für Gerontologie der Ruprecht-Karls-Universität Heidelberg.
Seit März 2023 ist Remmers Mitglied der Ethikkommission des Landes Niedersachsen für Pflegeberufe.

## Forschungsschwerpunkte
Im Bereich der Grundlagenforschung beschäftigt sich Hartmut Remmers mit ethischen Fragestellungen in Pflege und Medizin, mit Theorien pflegerischen Handelns sowie mit Körper-Konzepten und anthropologischen Grundlagen der Pflege. 
Im Bereich der Interventionsforschung geht es ihm um Fragen der Krankheitsbelastung und –verarbeitung, um Handlungskompetenzen in Extremsituationen sowie um Fragestellungen zwischenmenschlicher Interaktion.
Auch die berufliche Bildungs- und Qualifikationsforschung zählt zu den Forschungsschwerpunkten von Remmers.

## Veröffentlichungen (Auswahl)

### Als Autor
- Sterbehilfe – ethische Herausforderungen an pflegerisches Handeln und institutionelle Rahmenbedingungen, in: Pflege. Die wissenschaftliche Zeitschrift für Pflegeberufe, 9. Jg. Heft 4, Dezember 1996, S. 267–277.
- Pflegerisches Handeln. Wissenschafts- und Ethikdiskurse zur Konturierung der Pflegewissenschaft, Huber Bern, Göttingen, Toronto, Seattle, Reihe Pflegewissenschaft 2000, mit einem Beitrag zu Viktor von Weizsäckers Konzeption einer medizinischen Anthropologie, S. 113–123. Remmers: Pflegerisches Handeln.
- Der Beitrag der Palliativpflege zur Lebensqualität demenzkranker Menschen, in: Kruse, Andreas (Hrsg.): Lebensqualität bei Demenz, AKA Heidelberg 2010, S. 117–137.
- (mit Manfred Hülsken-Giesler und Manuel Zimansky): Wachkoma, Apallisches Syndrom: Wie tot sind Apalliker?, In: Michael Anderheiden, Wolfgang U. Eckart: Handbuch Sterben und Menschenwürde, de Gruyter Berlin 2012, Bd. 1, S. 671–695.
- Die „ganzheitliche Sicht“ im Umgang mit alten Menschen in der ärztlichen Praxis. In: Schumpelick, Volker und Bernhard Vogel (Hrsg.): Demografischer Wandel und Gesundheit. Lösungsansätze und Perspektiven, Herder Freiburg i. B. 2014, S. 100–118.
- Anmerkungen zum ‚Schicksal‘ von Care-Berufen im Kontext gesellschaftlicher Erosionskrisen. In: Balzer, S., Barre, K., Kühme, B. und von Galen-Hoops, W. (Hrsg.) (2018): Wege kritischen Denkens in der Pflege. Festschrift für Ulrike Greb. Frankfurt a. M.: Mabuse-Verlag, S. 102–117.
- Leben und Sterben in einem Pflegeheim. In: Brauers, Angelika und Ortmanns, Bruno (Hrsg.) (2023): Thanatologie im deutschsprachigen Raum. Interdisziplinäre Perspektiven. Remscheid: Rediroma-Verlag, S. 268–299.

### Als Herausgeber
Hartmut Remmers ist Herausgeber der Schriftenreihe: Pflegewissenschaft und Pflegebildung bei V & R Unipress, Universitätsbuchverlag Osnabrück, Vandenhoeck & Ruprecht, Göttingen. (Band eins erschienen 2011, Band 20 erschienen 2022).
- Hartmut Remmers (Hrsg.): Pflegewissenschaft im interdisziplinären Dialog. Eine Forschungsbilanz, Göttingen V & R Unipress, 2011 (Band eins der Schriftenreihe).
- Heiner Friesacher: Theorie und Praxis pflegerischen Handelns. Begründung und Entwurf einer kritischen Theorie der Pflegewissenschaft, Göttingen V & R Unipress, 2008 (Band zwei der Schriftenreihe).
- Sara Marquard: Gezeichnet sein: Fortgeschrittener Brustkrebs und Körpererleben, Göttingen V & R Unipress, 2022 (Band 20 der Schriftenreihe).

### Videoaufzeichnungen
- Hartmut Remmers: Der demenzkranke Mensch als Palliativpatient, pflegewiss. Perspektiven, Eröffnungskongress Graduiertenkolleg Demenz, 18. März 2010, Netzwerk angewandte Alternsforschung Universität Heidelberg, 27 Min. Der demenzkranke Mensch als Palliativpatient.
- Hartmut Remmers: Kultur und Pflege. Institut für Pflegewissenschaft, Universität Osnabrück. 22. 08. 2018, 30:29 Min. Kultur und Pflege